# Trybliographa
Trybliographa is een geslacht van vliesvleugelige insecten van de familie Figitidae.

## Soorten
- T. agaricola (Thomson, 1862)
- T. albipennis (Thomson, 1862)
- T. albocincta (Kieffer, 1901)
- T. anomala (Kieffer, 1901)
- T. aperta Hellen, 1960
- T. apicalis (Kieffer, 1902)
- T. atra (Hartig, 1840)
- T. banatica (Ionescu, 1968)
- T. basalis (Hartig, 1840)
- T. bicuspidata (Forster, 1869)
- T. brachycera (Hedicke, 1928)
- T. brevicornis (Ionescu, 1969)
- T. cavroi (Hedicke, 1914)
- T. circularis (Kieffer, 1901)
- T. compressiventris (Giraud, 1860)
- T. conjungens (Kieffer, 1901)
- T. cubitalis (Hartig, 1841)
- T. designata (Forster, 1869)
- T. diaphana (Hartig, 1841)
- T. diversicornis Hellen, 1960
- T. dobrobigicus (Ionescu, 1969)
- T. enneatoma (Thomson, 1862)
- T. erythrocera (Thomson, 1877)
- T. evanescens (Kieffer, 1901)
- T. facialis (Kieffer, 1901)
- T. filicornis (Thomson, 1862)
- T. floricola (Kieffer, 1901)
- T. formicaria (Kieffer, 1909)
- T. fovealis (Thomson, 1862)
- T. foveator (Zetterstedt, 1838)
- T. fungicola (Kieffer, 1902)
- T. fuscipennis (Kieffer, 1901)
- T. gerasimovi (Meyer, 1926)
- T. glottiana (Cameron, 1883)
- T. gracilicornis (Cameron, 1888)
- T. grandicornis (Kieffer, 1901)
- T. hispanica (Tavares, 1924)
- T. keilini (Kieffer, 1913)
- T. laevis (Fonscolombe, 1832)
- T. longicornis (Hartig, 1840)
- T. longiventris (Hedicke, 1928)
- T. luteicornis (Ionescu, 1959)
- T. magnicornis (Kieffer, 1901)
- T. mandibularis (Zetterstedt, 1838)
- T. melanipes (Giraud, 1860)

- T. melanoptera (Hartig, 1843)
- T. microzona (Kieffer, 1904)
- T. moniliata (Hartig, 1841)
- T. nigripes (Giraud, 1860)
- T. nigrotorquata (Kieffer, 1904)
- T. nubulipennis (Kieffer, 1902)
- T. petiolata (Kieffer, 1904)
- T. punctata (Kieffer, 1901)
- T. punctatissima (Kieffer, 1901)
- T. pusilla (Giraud, 1860)
- T. rapae (Westwood, 1835)
- T. rufipes (Hartig, 1843)
- T. rufomaculata (Kieffer, 1901)
- T. rufula (Forster, 1855)
- T. schmidti (Giraud, 1860)
- T. semiclausa (Hedicke, 1928)
- T. simulatrix (Ruthe, 1859)
- T. spinosa (Hartig, 1840)
- T. strandi (Hedicke, 1914)
- T. subnebulosa (Giraud, 1860)
- T. subovalis (Kieffer, 1901)
- T. suecica (Dalla Torre, 1892)
- T. szepligetii (Kieffer, 1901)
- T. tenerifae (Kieffer, 1904)
- T. tenuicornis (Giraud, 1860)
- T. testaceipes Cameron, 1883
- T. thomsoni (Kieffer, 1901)
- T. tischbeini (Hedicke, 1928)
- T. trichopsila (Hartig, 1841)
- T. vicina (Kieffer, 1901)
- T. xanthoneura (Forster, 1869)